# Ambassade d'Algérie en Autriche
L'ambassade d'Algérie en Autriche est la représentation diplomatique de l'Algérie en Autriche, qui se trouve à Vienne, la capitale du pays.